# Dyskobolia Grodzisk Wielkopolski
Dyskobolia Grodzisk Wielkopolski este un club de fotbal din orașul Grodzisk Wielkopolski.
Echipa de fotbal a fost câștigătoarea Cupei Poloniei „Ekstraklasa” în ediția 2007. În sezonul Cupei UEFA 2003-2004 a ajuns până în 16-imi învingând echipe precum Hertha Berlin și Manchester City.
Acum echipa se află în liga a patra după fuziunea cu Polonia Varșovia.